# Albert Ludwig Grimm

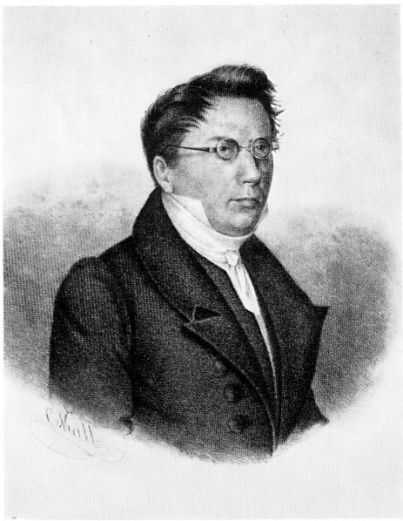
Albert Ludwig Grimm

Albert Ludwig Grimm (oft fälschlicherweise Ludewig aufgrund eines Druckfehlers in der Erstausgabe seiner Kindermährchen; * 19. Juli 1786 in Schluchtern; † 1. Dezember 1872 in Baden-Baden) war ein deutscher Schriftsteller, Pädagoge und Politiker. Wie die mit ihm nicht verwandten Brüder Jacob und Wilhelm Grimm lieferte er für Achim von Arnims und Clemens Brentanos Sammlung Des Knaben Wunderhorn Beiträge und begeisterte sich für das Sammeln volkstümlicher Überlieferungen.

## Leben
Grimm studierte von 1804 bis 1806 Theologie und Philologie an den Universitäten von Tübingen und Heidelberg. Ab 1807 arbeitete er zunächst in Weinheim als Lehrer, später als Leiter des Pädagogiums. 1809 veröffentlichte er erstmals einen Band „Kindermährchen“, dem zahlreiche weitere Werke folgten.
Von 1829 bis 1838 bekleidete Grimm das Amt des Bürgermeisters in Weinheim und war als Anhänger der gemäßigten Fortschrittspartei mehrmals Abgeordneter für die zweite Kammer des Badischen Landtags, wo er unter anderem 1831 als einziger Abgeordneter den Antrag Jakob Wilhelm Speyerers auf vollständige Judenemanzipation unterstützte.

## Werke (Auswahl)
- mit A. L. Danquart (Hrsg.): Persephone, ein Jahrbuch auf 1806. Mohr, Frankfurt am Main 1806.
- Kindermährchen. Mohr und Zimmer, Heidelberg [1808].
- Davids Erhöhung. ein Schauspiel in fünf Akten. Macklots Hofbuchhandlung, Karlsruhe 1811.
- Lina's Mährchenbuch. Eine Weyhnachtsgabe. 2 Bände. Gebrüder Wilmans, Frankfurt am Main 1816.
- Geschichten aus der heiligen Schrift, für Knaben und Mädchen erzählt. Joseph Engelmann, Heidelberg 1817.
- Mährchen-Bibliothek für Kinder. Aus den Mährchen aller Zeiten und Völker ausgewählt und erzählt. 7 Bände. Gebrüder Wilmans, Frankfurt am Main 1820–26.
- Vorzeit und Gegenwart an der Bergstrasse, dem Neckar und im Odenwald. Erinnerungsblätter für Freunde dieser Gegenden. C. W. Leske, Darmstadt, [1822].
- Die malerischen und romantischen Stellen der Bergstrasse, des Odenwaldes und der Neckar Gegenden, in ihrer Vorzeit und Gegenwart. Carl Wilhelm Leske, Darmstadt 1840–1843.
- Mährchen aus dem Morgenlande : für die Jugend. Heubel, Hamburg 1844, urn:nbn:de:hbz:061:2-1957.
- Deutsche Sagen und Märchen für die Jugend bearbeitet. J. M. Gebhardt’s Verlag, Leipzig 1867.
- Musäus’ Volksmärchen der Deutschen. Für die Jugend ausgewählt und erzählt. J. M. Gebhardt’s Verlag, Leipzig 1868.
- Märchen der Tausend und Ein Tages, für die Jugend bearbeitet. J. M. Gebhardt’s Verlag, Leipzig 1869.
- Hauff’s Märchen für die Jugend durchgesehen. J. M. Gebhardt’s Verlag, Leipzig 1870.
- A. L. Grimm’s Märchenbuch. Eine Weihnachtsgabe für die Jugend. J. M. Gebhardt’s, Verlag, Leipzig 1871.